# 20778 Wangchaohao
20778 Wangchaohao este un asteroid din centura principală de asteroizi.

## Descriere
20778 Wangchaohao este un asteroid din centura principală de asteroizi. A fost descoperit pe 1 septembrie 2000 la Socorro, New Mexico, în cadrul proiectului LINEAR. Asteroidul prezintă o orbită caracterizată de o semiaxă mare de 2,40 ua, o excentricitate de 0,15 și o înclinație de 2,8° în raport cu ecliptica.